# Distretto di Turijs'k
Il distretto di Turijs'k (in ucraino Турійський район?, Turijs'kyj rajon) era un distretto dell'Ucraina, situato nell'oblast' di Volinia. Il suo capoluogo era Turijs'k. È stato soppresso in seguito alla riforma amministrativa del 2020.